# Пилато, Джозеф
Джозеф Пилато (англ. Joseph Pilato, 16 марта 1949, Бостон — 24 марта 2019, Лос-Анджелес) — американский актёр, наиболее известный по роли капитана Генри Роудса в фильме «День мертвецов» Джорджа Ромеро.

## Избранная фильмография
| Год       |    | Русское название                   | Оригинальное название               | Роль                 |
| --------- | -- | ---------------------------------- | ----------------------------------- | -------------------- |
| 1978      | ф  | Рассвет мертвецов                  | Dawn of the Dead                    | полицейский          |
| 1981      | ф  | Рыцари на колёсах                  | Knightriders                        | недовольный рабочий  |
| 1985      | ф  | День мертвецов                     | Day of the Dead                     | капитан Генри Роудс  |
| 1986      | ф  | Энтузиаст                          | Gung Ho                             | член профсоюза       |
| 1986      | с  | Молодые и дерзкие                  | The Young and the Restless          | мистер Бринкман      |
| 1990      | ф  | Враждебный пришелец                | Alienator                           | второй техник        |
| 1993      | с  | Приключения Бриско Каунти-младшего | The Adventures of Brisco County Jr. | Большой Эд           |
| 1994      | ф  | Криминальное чтиво                 | Pulp Fiction                        | двойник Дина Мартина |
| 1996—1997 | мс | Битлборги                          | Big Bad Beetleborgs                 | Вексор               |
| 1997      | ф  | Исполнитель желаний                | Wishmaster                          | Мики Торелли         |
| 1998      | ф  | Музыка из другой комнаты           | Music from Another Room             | Карло                |